# San Isidro Mazatepec
San Isidro Mazatepec es una localidad del estado mexicano de Jalisco. Es parte del municipio de Tala.

## Toponimia
El nombre «San Isidro» hace referencia al santo patrono de la localidad: Isidro Labrador. El nombre «Mazatepec» proviene de los términos en náhuatl: mazatl, venado; tepetl, cerro. Su significado es «Cerro de los venados».

## Demografía
| Gráfica de evolución demográfica |
|                                  |

| Censo | Población |
| ----- | --------- |
| 1900  | 628       |
| 1910  | —         |
| 1921  | 705       |
| 1930  | 741       |
| 1940  | 754       |
| 1950  | 1 022     |
| 1960  | 2 306     |
| 1970  | 2 127     |
| 1980  | 2 445     |
| 1990  | 2 899     |
| 2000  | 3 238     |
| 2010  | 3 655     |
| 2020  | 4 083     |